# Wolfgang Edelbauer
Wolfgang Edelbauer OCist († 22. Februar 1539) war von 1511 bis 1539 Abt des Stiftes Lilienfeld.

## Leben
Edelbauer bekleidete um 1500 die Pfarrstelle von Wilhelmsburg. Seine Wahl zum Abt von Lilienfeld erfolgte am 13. Juni 1511 unter Vorsitz der Äbte Michael Aigner (Stift Heiligenkreuz) sowie Johannes Lindenlaub (Stift Neukloster). Sie wurde durch Abt Jacques III. Theuley de Pontailler-sur-Saône vom Kloster Citeaux am 31. Mai 1515 bestätigt. Am 27. August 1516 war er Beisitzender bei der Wahl von Matthäus von Znaim zum Abt des Stiftes Göttweig. Edelbauers Amtszeit war geprägt durch die aufkeimenden Reformation, die daraus resultierenden Spannungen innerhalb der Bevölkerung und seines Konventes, die Erste Wiener Türkenbelagerung aber auch durch Bauernaufstände. Diese zwangen den Abt, für einige Zeit nach Annaberg zu fliehen, währenddessen die Bauern zum Stift gehörige Ortschaften plünderten und zerstörten. Zwischen 1526 und 1529 verwüsteten osmanische Truppen die Grangien im Marchfeld und im Bezirk Baden. Der kaiserliche Erlass vom 28. August 1529 schwächte den wirtschaftlichen Spielraum des Abtes zusätzlich. Er forderte von Edelbauer, ein Viertel aller Kirchengüter als Reichstürkenhilfe abzugeben. Um die prekäre Finanzlage des Stiftes auszugleichen, verkauften Abt und Konvent am 22. Juli 1530 mehrere Holden und Güter bei Ratzersdorf an der Traisen an Sebastian Grabner zu Rosenberg, den protestantischen Adeligen von Pottenbrunn. Da sich der Vermögensstand trotzdem zunehmend verschlechterte, wurden 1536 die Äbte Johann Hartmann (Stift Heiligenkreuz) und vom Kloster Klein-Mariazell zur Visitation beauftragt. Die Lilienfelder Kreuzreliquie wurde unter Abt Wolfgang mit einer kunstvollen Fassung versehen. Als ein neuer Abtstab um 1527 zur Finanzierung der Türkenverteidigung abgeliefert werden sollte, konnte dieser auf Bitte des Abtes wegen seines hohen Kunstwertes im Eigentum des Stiftes verbleiben. 1525 war Edelbauer Abgeordneter der Landstände in Wien, später in Linz.
Edelbauer starb am 22. Februar 1539 und wurde im Kapitelsaal von Lilienfeld beigesetzt. Sein Grabstein ist unter den Arkaden im sogenannten Sandhof aufgestellt.